# Ставерн
Ста̀верн (на норвежки: Stavern, до 1930 г. Фредриксверн) е град в Южна Норвегия. Разположен е на брега на Северно море в община Ларвик на фюлке Вестфол на около 110 km южно от столицата Осло и на 6 km също южно от общинския център Ларвик. Първите сведения за Ставерн като селище датират от около 1100 г. От 1677 г. до 2002 г. градът е важна военноморска база на Норвегия. Има малко пристанище. Обект на туризъм през летния сезон. Население 5666 жители според данни от преброяването към 1 януари 2008 г.

## Личности
Родени
- Райдар Томесен (1889-1986), норвежки композитор

Починали
- Юнас Ли (1833-1908), норвежки писател